# Nyköpings konvent

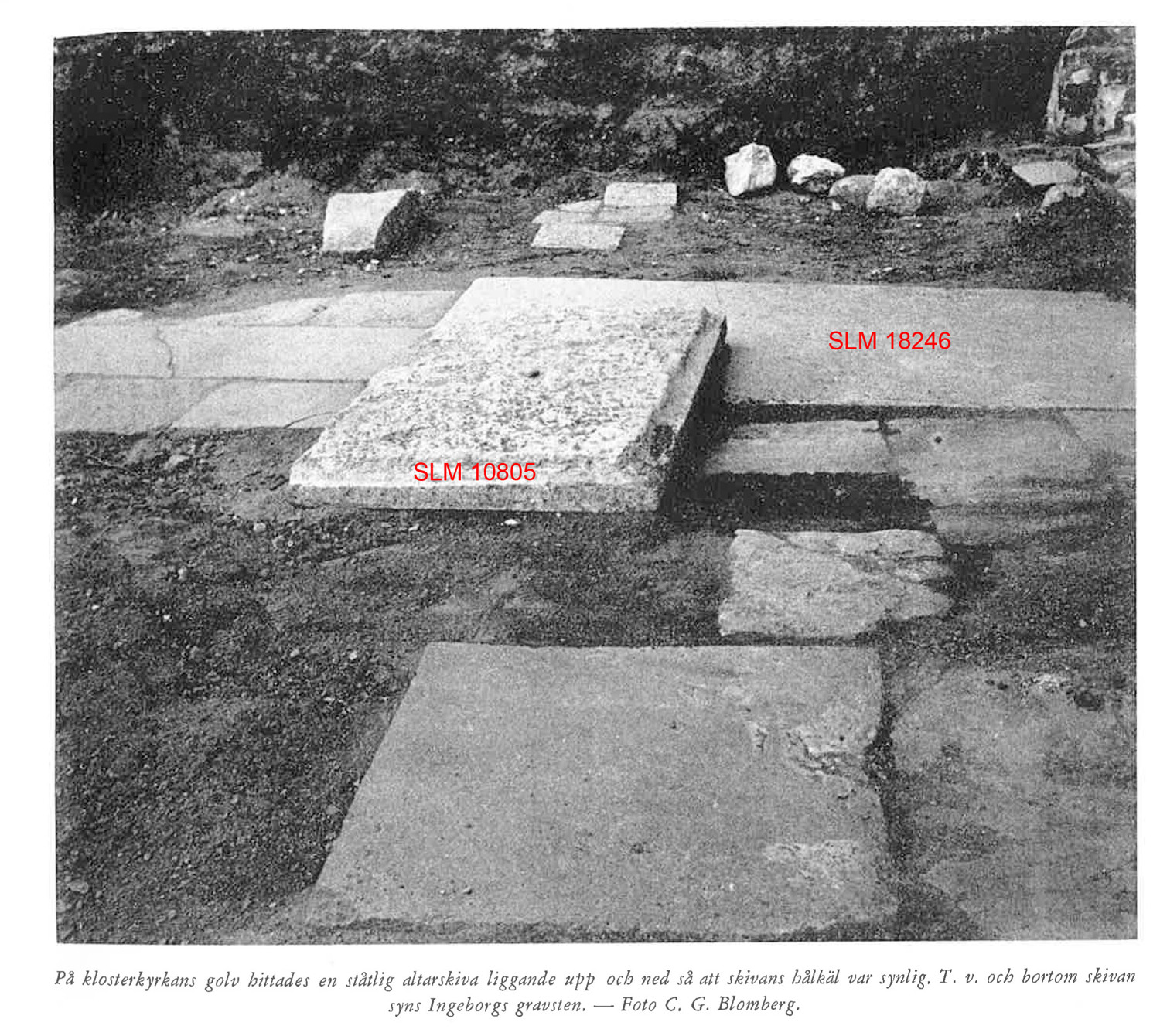
Altarfundament från Franciskanerklostret i Nyköping. Den var på 1970-talet deponerad som altarskiva i franciskuskapellet i församlingsgården i Rosenkälla, Nyköping.

Nyköpings konvent var ett franciskanerkloster beläget i närheten av Alla Helgona kyrka och Nyköpingshus. 
Enligt en dansk krönika, författad av minoritermunken Peder Olsson som avled omkring 1570, skall klostret ha grundats 1280. Källan är högst osäker, men som det omtalas i dokument första gången 1283, bör det ha grundats någon gång strax innan. Det sägs vara konvent i ett dokument från 1294. Enligt krönikeuppgifter skall klostret ha bränts ned av vitaliebröderna på 1390-talet.
Det är oklart när klostret övergavs. Den sista kända donationen till klostret är från 1523. Vid Västerås riksdag 1527 inskränktes tiggarmunkarnas resor till sommaren och vintern, innebar det ett hårt slag för franciskanerklostren, och troligen övergavs det kort därefter. I ett brev från 1544 omtalas "thett gamble förfalne Clöster", vilket tyder på att det då stått öde en tid.
Det var därefter länge okänt exakt var klostret legat, först på 1920-talet upptäckte man genom utgrävningar åter klostrets murar. I samband med flickskolans utbyggnad 1961 grävdes delar av klosterkyrkan ut.
Stora delar av grundmurarna finns bevarade under jord.